# Oxylychna fungivora
Oxylychna fungivora är en fjärilsart som beskrevs av Edward Meyrick 1937. Oxylychna fungivora ingår i släktet Oxylychna och familjen äkta malar. Inga underarter finns listade i Catalogue of Life.